# Vangelo secondo Marco
Il Vangelo secondo Marco è il secondo dei quattro vangeli canonici del Nuovo Testamento. La maggioranza degli studiosi moderni, però, concorda sul fatto che sia stato il primo ad essere scritto, per poi essere usato come fonte per gli altri due vangeli sinottici (il Vangelo secondo Matteo e il Vangelo secondo Luca), in accordo con la teoria della priorità marciana.
Si tratta di un testo in lingua greca nella variante koinè e, secondo l'ipotesi maggiormente condivisa dagli studiosi, la sua redazione risale al 65-70 circa, probabilmente a Roma. È composto da 16 capitoli e narra il ministero di Gesù, descrivendolo in particolare come il Figlio di Dio e fornendo numerose precisazioni linguistiche, pensate in particolare per i lettori di lingua latina e, in generale, non ebrei.
Il testo è anonimo. L'antica tradizione cristiana lo attribuisce a Marco evangelista, anche noto come Giovanni Marco, cugino di Barnaba. Alcuni studiosi moderni ritengono che effettivamente l'autore fosse un discepolo di Pietro apostolo, ma la maggioranza non concorda con questa ricostruzione: il teologo Raymond Brown evidenzia che tra gli studiosi «pochi oggi accetterebbero questa spiegazione» anche perché «il processo formativo dei Vangeli necessitò decenni di predicazioni e insegnamenti, dando forma a singoli elementi e a collezioni di storie di miracoli, detti, parabole, ecc...». Alcuni studiosi ritengono oggi che il Vangelo secondo Marco, come gli altri vangeli, sia di autori ignoti che non furono neppure testimoni oculari.
Il vangelo racconta la vita di Gesù dal suo battesimo per mano di Giovanni Battista alla tomba vuota e all'annuncio della sua resurrezione, ma si concentra principalmente sui fatti dell'ultima settimana della sua vita. La narrazione concisa rappresenta Gesù come un uomo d'azione, un esorcista, un guaritore e un operatore di miracoli. Gesù viene chiamato «Figlio dell'Uomo», «Figlio di Dio», e il «Cristo» (traduzione in greco di «messia»).
Due temi importanti del Vangelo secondo Marco sono il segreto messianico e la difficoltà dei discepoli nel comprendere la missione di Gesù. Riguardo al primo aspetto, Gesù ordina frequentemente di mantenere il segreto riguardo aspetti della sua identità e di particolari azioni. Le difficoltà dei discepoli appaiono invece, ad esempio, nella loro difficoltà nel comprendere le parabole (Gesù ne spiega loro il significato, in segreto) e le conseguenze dei miracoli che egli compie dinanzi a loro.

## Contenuto
Il Vangelo secondo Marco tratta delle azioni e della predicazione di Gesù, e può essere suddiviso in tre blocchi. Dopo una breve introduzione (1,1-13), il primo blocco (1,14-8,26) narra dell'attività di Gesù in Galilea ed è caratterizzato dal racconto di guarigioni e miracoli e da discorsi e parabole relative al Messia e al Regno di Dio. In questa fase i discepoli ancora non riescono a capire chi è Gesù e vengono rimproverati per la loro poca fede. Il secondo blocco (8,27-10,52) descrive un viaggio a Nord, nella zona di Cesarea di Filippo, in cui Pietro riconosce che Gesù è il Cristo ed egli si manifesta ad alcuni discepoli con l'episodio della Trasfigurazione. Subito dopo inizia il viaggio che attraverso la Galilea, la Giudea e la regione oltre il Giordano conduce a Gerusalemme. Durante questo viaggio Gesù annuncia ripetutamente ai discepoli l'imminente passione. Il terzo blocco (11,1-16,8), infine. descrive la predicazione e l'operato di Gesù a Gerusalemme ed è improntato al tema del Cristo come figlio di Dio, che muore e resuscita.
Il testo è composto da 16 capitoli (1,1-16,8) con un'appendice di dodici versetti (16,9-20), inclusa nel canone biblico, ma considerata dalla maggioranza degli studiosi non autentica e databile al II secolo, in quanto assente dai manoscritti più antichi e migliori.
| Ministero in Galilea | Viaggio a Gerusalemme | Eventi a Gerusalemme |
| --- | --- | --- |
| - Giovanni Battista (1,1–8,6,14–29) - Battesimo di Gesù (1,9–11) - Tentazione di Gesù (1,12–13) - Ritorno di Gesù in Galilea e annuncio della Buona novella (1,14–15) - Chiamata di Simone, Andrea, Giacomo e Giovanni (1,16–20) - Esorcismo nella sinagoga di Cafarnao (1,21–28) - Guarigione della suocera di Pietro (1,29–31) - Esorcismi al tramonto (1,23–34) - Giro della Galilea (1,35–39) - Guarigione del lebbroso (1,40–45) - Guarigione del paralitico di Cafarnao (2,1-12) - Chiamata di Matteo (2,13–14) - Gesù venuto per i peccatori (2,15–17) - Domanda sul digiuno (2,18–22) - Osservanza del sabato (2,23–28) - Guarigione dell'uomo con la mano paralizzata (3,1-6) - Numerose guarigioni (3,7–12) - Gesù sceglie i dodici apostoli (3,13–19 - Gesù e Belzebù (3,20–30) - Madre e fratelli di Gesù (3,31-35) - Parabola del seminatore (4,1–9,13-20) - Scopo delle parabole (4,10-12,33-34) - Parabola della lampada (4,21–23) - Discorso sul giudicare (4,24-25) - Parabola del seme che germoglia da solo (4,26–29) - Parabola del granello di senape (4,30–32) - Gesù calma la tempesta (4,35–41) - Guarigione dell'indemoniato di Gerasa (5,1–20) - Risurrezione della figlia di Giairo (5,21–43) - Rifiuto di Gesù da parte dei nazaretani (6,1–5) - Missione dei dodici apostoli (6,7-13) - Morte di Giovanni Battista (6,14-29) - Moltiplicazione dei pani per cinquemila uomini (6,30–44) - Camminata sull'acqua (6,45–52) - Guarigioni a Genesaret (6,53–56) - Purità e impurità (7,1–13) - Gesù risponde alla fede di una pagana (7,24–30) - Guarigione del sordomuto (7,31–37) - Seconda moltiplicazione dei pani (8,1–9) - I farisei chiedono un segno a Gesù (8,10–21) - Guarigione del cieco di Betsaida (8,22-26) | - Confessione di Pietro (8,27–30) - Gesù predice la sua morte (8,31-33) - Discorso sul discepolato (8,34-9,1) - Figlio dell'Uomo (8,31-33, 9,30-32, 10,33-34) - Trasfigurazione di Gesù (9,2–13) - Guarigione del ragazzo indemoniato (9,14-29) - Secondo annunzio della passione di Gesù (9,30-32) - Il primo deve essere l'ultimo (9,33-37) - Chi non è contro di noi è per noi (9,38–42) - Avvertimento contro tutto ciò che è motivo di scandalo (9,43-49) - Il sale della terra (9,50) - Il matrimonio e il ripudio (10,1–12) - Gesù benedice i bambini (10,13-16) - Il giovane ricco (10,17–31) - Gesù predice per la terza volta la passione e la risurrezione (10,32-34) - La domanda dei figli di Zebedeo (10,35–45) - Gesù guarisce Bartimeo, il cieco (10,46–52) | - Ingresso a Gerusalemme (11,1–11) - Maledizione del fico (11,12–14,20-24) - Cacciata dei venditori dal Tempio (11,15–19,27-33) - Necessità del perdono (11,25-26) - Contestazione dell'autorità di Gesù (11,27-33) - Parabola dei vignaioli omicidi (12,1–12) - Date a Cesare quello che è di Cesare... (12,13–17) - Dibattito con i sadducei sulla risurrezione (12,18-27) - Il gran comandamento (12,28–34) - Il Messia e il re Davide (12, 35-38) - Critiche di Gesù agli scribi e ai farisei (12,39-40) - L'offerta della vedova (12,41-44) - Discorso escatologico (13) - Congiura contro Gesù (14,1-2) - Una donna unge Gesù (14,3–9) - Tradimento di Giuda (14,10-11) - Ultima cena (14,12–26) - Pietro rinnega Gesù (14,27-31,66-72) - Orazione nell'orto degli ulivi (14,32–42) - Arresto di Gesù (14,43–52) - Gesù processato dal Sinedrio (14,53–65) - Gesù davanti a Pilato (15,1–15) - Crocefissione di Gesù (15,16–41) - Sepoltura di Gesù (15,42–47) - Tomba vuota (16,1–8) - Apparizioni e Ascensione di Gesù (16,9-20) |

I tre blocchi sono aperti da una dichiarazione di fede in Gesù e conclusi dalla guarigione di una cecità. Il primo blocco, infatti, è aperto dalla dichiarazione del Battista (1,7-8) e chiuso dal cieco di Betsaida. Il secondo blocco inizia con la confessione di Pietro e termina con la guarigione del cieco di Gerico, Bartimeo. Infine il terzo blocco inizia con il popolo di Israele che annuncia l'arrivo del Messia a Gerusalemme (11,9-10) e termina con l'apparizione di Gesù risorto agli undici (il seme del nuovo popolo di Dio), che si rifiutano di credere all'annuncio di Maria di Magdala.

## Composizione

### Autore

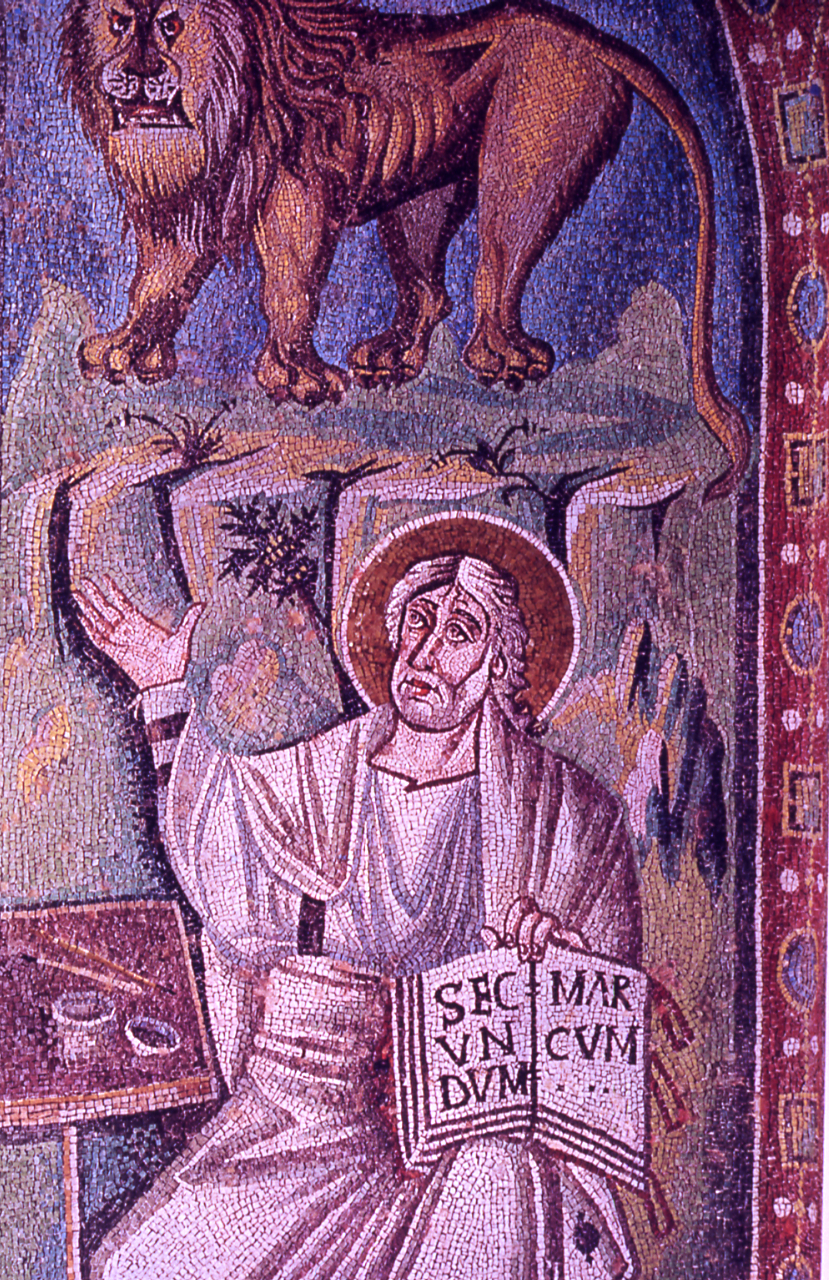
San Marco (dettaglio), mosaico nella basilica di San Vitale, Ravenna.

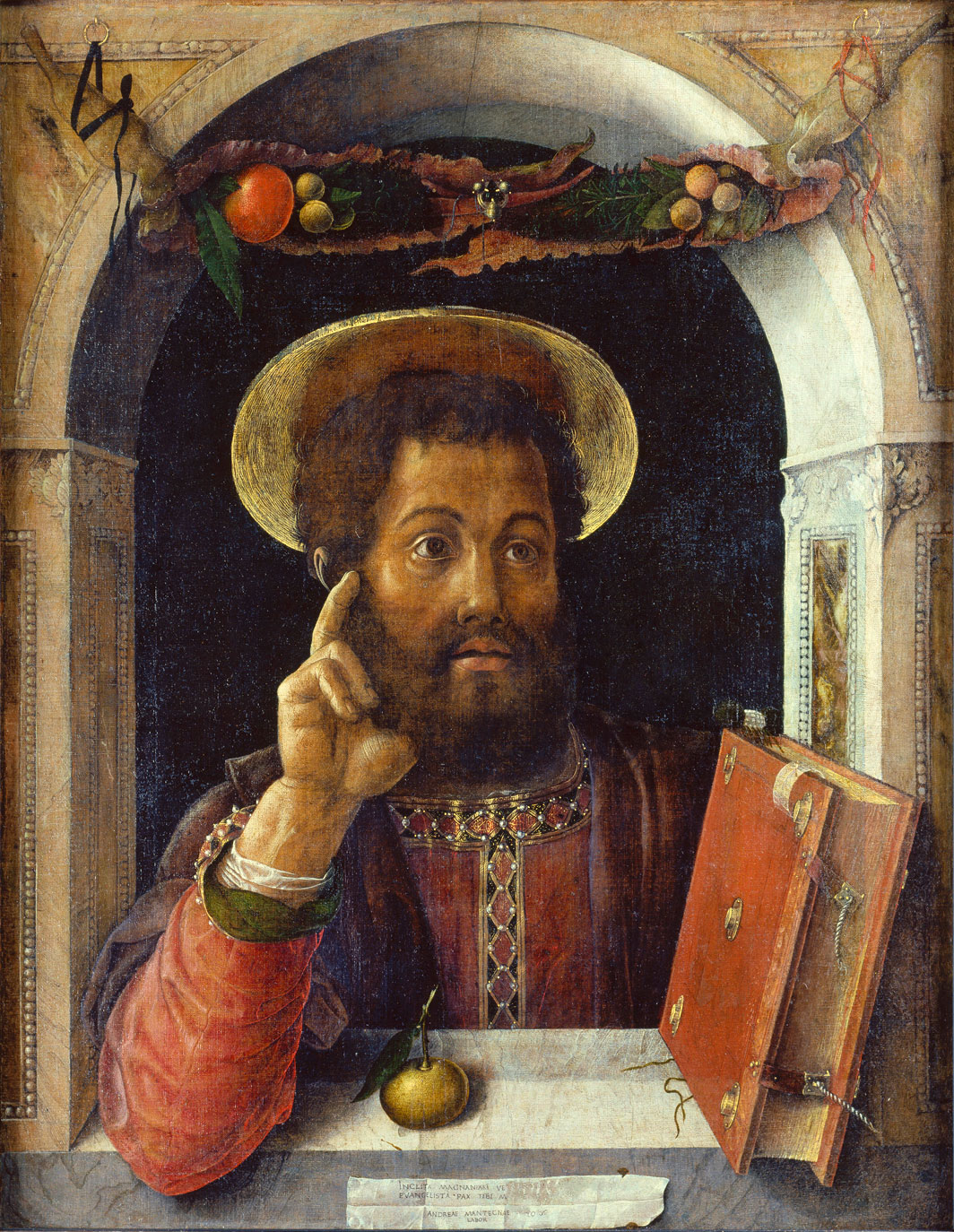
Ritratto di Marco evangelista, di Andrea Mantegna

La tradizione cristiana è concorde nell'attribuzione marciana del Vangelo. Invece secondo molti studiosi  il Vangelo secondo Marco sarebbe anonimo.
Il primo riferimento si ha in Papia che, già all'inizio del II secolo, rifacendosi all'autorità di Giovanni il presbitero, attribuì il testo a Marco, cugino di Barnaba, che avrebbe trascritto i racconti degli apostoli. L'opera di Papia è andata perduta, ma il brano è riportato da Eusebio di Cesarea:
(Papia, citato in Eusebio di Cesarea Storia ecclesiastica, 3.39.15)
Ireneo di Lione concordava con questa tradizione, come pure facevano Origene di Alessandria, Tertulliano, e altri. Anche Clemente di Alessandria, scrivendo alla fine del II secolo, riportò l'antica tradizione secondo la quale Marco fu invitato da coloro che avevano ascoltato i discorsi di Pietro a Roma a scrivere ciò che l'apostolo aveva detto. Seguendo questa tradizione, gli studiosi hanno generalmente sostenuto che il vangelo fu composto a Roma; tra le proposte alternative recenti vi sono la Siria, Alessandria d'Egitto o, più in generale, all'interno dell'Impero romano. Tuttavia, alcuni studiosi non accettano la citazione di Papia come una testimonianza affidabile per la storia di questo vangelo, sottolineando come non vi sia una distinta tradizione petrina in Marco.
È stato sostenuto che esiste una sensazione di persecuzione imminente nel vangelo, cosa che potrebbe indicare che fu scritto per sostenere la fede di una comunità minacciata da una persecuzione; poiché la principale persecuzione cristiana dell'epoca avvenne a Roma sotto Nerone, questo è stato considerato un indizio in favore della composizione romana del vangelo. È stato anche affermato che il vocabolario latinizzato, per esempio σπεκουλατορα ("soldato della guardia", 6,27), ξεστων (corruzione greca di sextarius, "sestario", 7,4), κοδραντης ("moneta", 12,42), κεντυριων ("centurione", 15,39, 15,44–45), utilizzato in Marco (ma non in Luca o Matteo) mostra come il vangelo sia stato composto a Roma. Un altro indizio a favore della composizione capitolina è un brano della Prima lettera di Pietro, «La chiesa che è in Babilonia, eletta come voi, vi saluta. Anche Marco, mio figlio, vi saluta» (5,13), in cui "Babilonia" è interpretato come un nome denigratorio di Roma, in quanto l'antica Babilonia aveva smesso di esistere nel 275 a.C.. Va ricordato, per completezza, che esisteva nel I secolo d.C. una località chiamata Babilonia in Egitto, e in essa già fioriva un'importante comunità cristiana.
La teoria Roma-Pietro, però, è stata messa in discussione negli ultimi decenni. Alcuni studiosi ritengono che il Vangelo secondo Marco conterrebbe errori sulla geografia e i costumi della Galilea, cosa che indicherebbe che l'autore o le sue fonti non conoscevano l'effettiva geografia della regione o i suoi costumi, a differenza del Pietro storico. Gli autori antichi avevano comunque difficilmente accesso ad archivi e carte geografiche affidabili, per cui gli studiosi moderni devono tener conto di un ampio margine di incertezza 
Le carenze di Marco sulla geografia della Palestina, sottolineate anche dagli esegeti del "Nuovo Grande Commentario Biblico", costituiscono comunque un'ulteriore prova che l'autore non fosse un testimone oculare, vissuto in tale regione; ad esempio, nel passo Mc7,31 Marco riporta: "Di ritorno dalla regione di Tiro, passò per Sidone, dirigendosi verso il mare di Galilea in pieno territorio della Decàpoli", ma tale indicazione risulta imprecisa in quanto partendo da Tiro e scendendo a sud verso il lago di Tiberiade (il mare di Galilea) non si passa per Sidone, che è invece a 30 chilometri a nord di Tiro, in posizione quasi diametralmente opposta al lago di Tiberiade. Anche in McMc5,1-14 - in merito all'episodio dei demoni cacciati nella mandria di duemila maiali, che si getterà nel lago di Tiberiade - gli esegeti dell'interconfessionale Bibbia TOB sottolineano come la scelta della città di Gerasa, vista la distanza dal lago, non sembra "convenire a questo racconto" e anche gli studiosi dell'École biblique et archéologique française (i curatori della Bibbia di Gerusalemme) notano come tale città fosse "situata a più di 50 km dal lago di Tiberiade, il che rende impossibile l'episodio dei porci". 
Alcuni studiosi mettono inoltre in discussione la connessione tra il vangelo e la persecuzione, identificata con la persecuzione di Nerone a Roma, affermando che la persecuzione era diffusa, sebbene sporadica oltre i confini della città di Roma.
Va anche osservato che il Vangelo secondo Marco sembra dipendere da almeno due precedenti documenti e, come osservano gli studiosi della École biblique et archéologique française (i curatori della Bibbia di Gerusalemme): "In Marco, in effetti, già da tempo, si notano dei doppioni. Insegnamento di Gesù a Cafàrnao (1,21-22.27) e «nella sua patria» (6,1·2) riferiti in termini analoghi. Due racconti della moltiplicazione dei pani (6,35-44; 8,1-9) seguiti dall'annotazione che i discepoli non ne hanno capito il senso (6,52; 8,14-20). Due annunci della passione seguiti dal comando di farsi servi di tutti (9,31.35; 10,33-34.43). Due racconti della tempesta sedata (4,35-41; 6,45-52). Due sottolineature sull'atteggiamento di Gesù verso i bambini (9,36; 10,16). Il Marco attuale avrebbe, dunque, o fuso due diversi documenti, o completato un documento primitivo servendosi di tradizioni parallele". Tali studiosi osservano inoltre che, in merito alla loro formazione, "bisogna ammettere anzitutto che, prima di essere messi per iscritto, i Vangeli, o almeno gran parte del materiale che contengono, sono stati trasmessi oralmente. Inizialmente c'è stata la predicazione orale degli apostoli" e il teologo John Dominic Crossan, tra i cofondatori del Jesus Seminar, ritiene che inizialmente i vangeli "circolarono come anonimi e furono probabilmente sostenuti dalle comunità per le quali furono scritti" e quindi, in merito ai vangeli canonici, "gli scritti che portano i loro nomi furono attribuiti a loro piuttosto che scritti da loro" e "nel secondo secolo, ognuno di questi fu fittiziamente legato direttamente o indirettamente a un'importante autorità apostolica come affermazione di tradizione ininterrotta". 
Raymond Brown - nel sottolineare anch'egli che la maggioranza degli studiosi sostiene la presenza di materiale pre-marciano - in merito evidenzia che "questo punto di vista [che i resoconti degli evangelisti non fossero di testimoni oculari] ci salva da un enorme numero di problemi che hanno perseguitato la precedente generazione di commentatori che pensavano che qualcuno degli stessi evangelisti avesse visto quello che riporta. [...] Posso fornire altri dieci esempi nei quali la tesi dei testimoni oculari causa doppie teorie o altre spiegazioni implausibili e nei quali la negazione della testimonianza oculare offre una soluzione molto semplice".

#### Testimonianze
La testimonianza più antica è quella di Papia vescovo di Gerapoli (intorno alla metà del II secolo) che lega Marco a Pietro, quale suo interprete e il suo Vangelo alle memorie della predicazione dell'apostolo.
Le successive testimonianze di Ireneo, Tertulliano, Clemente, Origene concordano nell'attestare questo legame tra Marco e la predicazione di Pietro a Roma.
Tra gli studiosi non c'è accordo sulla valutazione di questi dati tradizionali. Alcuni ritengono storicamente fondata la notizia di Papia e considerano le successive testimonianze indipendenti, una sola conferma.

### Datazione
Vi sono differenti opinioni riguardo alla data di composizione del Vangelo secondo Marco. La maggior parte degli studiosi concordano con l'ipotesi delle due fonti, secondo la quale il Vangelo secondo Marco fu una delle fonti degli altri due vangeli sinottici (il Vangelo secondo Luca e il Vangelo secondo Matteo): secondo questa teoria il limite superiore per la composizione di Marco dipende dalle date di composizione degli altri due vangeli.

#### Dopo il 70
Per quanto riguarda il limite inferiore, molti esegeti biblici moderni concordano per una data non antecedente alla conquista romana di Gerusalemme e alla distruzione del Secondo tempio.
La datazione all'anno 70 è basata su un possibile riferimento alla distruzione del Tempio di Gerusalemme avvenuta in quell'anno e contenuta in 13,14-24, un brano noto come "piccola apocalisse". Utilizzando i metodi della critica biblica moderna, volti a scoprire la cornice storica in cui il testo biblico è stato scritto, gli studiosi hanno trovato corrispondenze tra questo brano e le calamità della prima guerra giudaica (66 – 70). La "piccola apocalisse" predice che il Tempio di Erode sarebbe stato distrutto completamente, e ciò fu quello che fecero le truppe del generale romano Tito nel 70, dopo la conquista della città. Gli studiosi hanno anche sottolineato come l'ultimo versetto della parabola dei vignaioli omicidi (12,9) alluda all'uccisione degli Ebrei e al loro esilio da Gerusalemme imposto dai Romani (secondo gli storici gli Ebrei furono esclusi da Gerusalemme solo dopo la rivolta di Bar Kokhba). Altri esegeti aggiungono che il riferimento, contenuto in 14,58-59, alla falsa accusa che Gesù avrebbe minacciato di distruggere il tempio e ricostruirlo in tre giorni come, invece, un riferimento alla distruzione del tempio avvenuta effettivamente nel 70. 
Esistono comunque altre datazioni, oltre a quella comunemente accettata che fa risalire il vangelo ad un periodo immediatamente successivo al 70. Un piccolo numero di studiosi, tra cui il tedesco Hermann Detering, propongono una datazione del Vangelo secondo Marco al II secolo: secondo loro, la "piccola apocalisse" è un riferimento agli eventi della rivolta di Bar Kokhba del 132-135, che collimerebbero meglio col testo rispetto agli eventi della Prima guerra giudaica del 70.

#### Prima del 70
La distruzione del Tempio non è però, secondo altri studiosi, un elemento determinante per la datazione. Ci sono molti elementi che fanno ipotizzare una data precedente. La profezia della distruzione del Tempio è infatti in linea con lo stile dei testi veterotestamentari e non contiene dettagli che facciano necessariamente pensare a una conoscenza dei fatti. I contenuti del vangelo sembrano inoltre riconducibili al contesto delle persecuzioni di Nerone (64) e le fonti più antiche ne collocano infatti la composizione poco prima o poco dopo la morte di Pietro (avvenuta nel 64-67).
Altri autori rilevano come il riferimento alla distruzione del Tempio non sia una evidenza conclusiva per la datazione anche perché la profezia risulterebbe comunque poco accurata e verosimile. La frase "Non rimarrà qui pietra su pietra" (13,1-2) è smentita ancora oggi dal permanere del Muro Occidentale, così come appare strano che Marco non citi il grande incendio che consumò il Tempio. Per questo, anche autori che propendono per un luogo di composizione diverso da Roma ipotizzano comunque per il Vangelo di Marco una data precedente alla distruzione del Tempio.

##### Ipotesi O'Callaghan

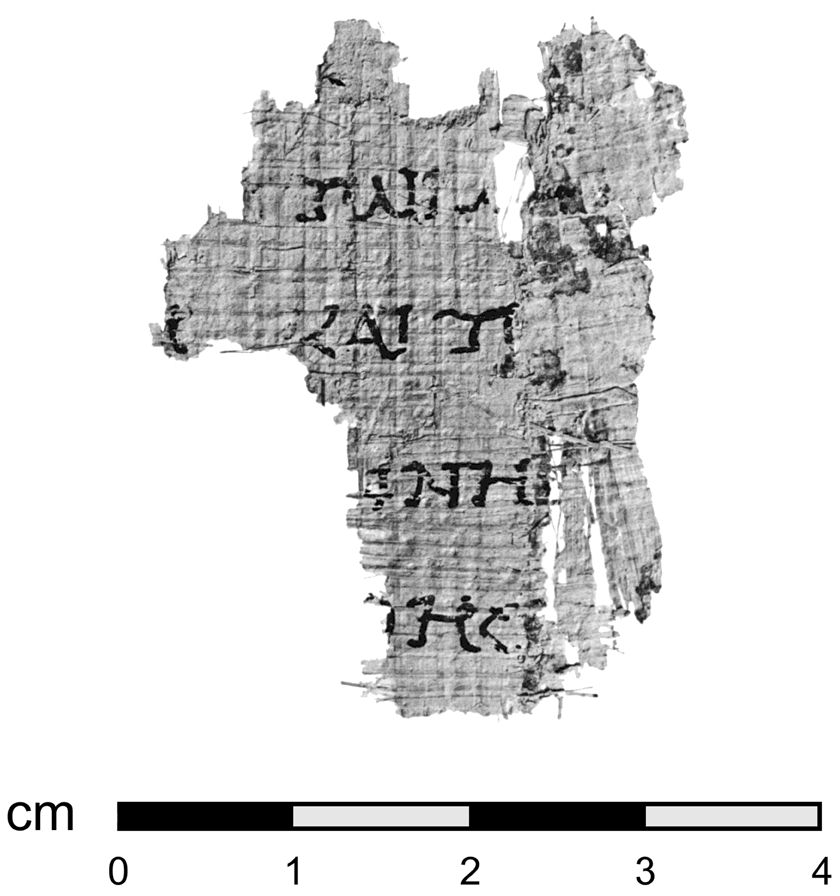
Il frammento di papiro detto 7Q5 e ritrovato a Qumran, ritenuto, secondo l'ipotesi O'Callaghan, il più antico frammento del Vangelo secondo Marco, essendo non posteriore al 62. Questa identificazione è però rigettata dagli studiosi contemporanei.

Due papirologi, il gesuita spagnolo José O'Callaghan e lo storico tedesco Carsten Peter Thiede, hanno suggerito di identificare un frammento di papiro trovato in una cava a Qumran e noto come 7Q5 (39x27 mm), come un frammento di Marco 6,52-53, cosa che, secondo i proponenti, dimostrerebbe che la composizione e la diffusione del vangelo sarebbero antecedenti all'anno 68 o all'anno 50. La proposta di identificazione avanzata O'Callaghan ha incontrato tuttavia lo scetticismo di parte del mondo accademico: "Il manoscritto di Qumran 7Q5 [...] è indicato come se contenesse un frammento di Marco: fu ovviamente O'Callaghan che pronunciò quella controversa - e ora quasi universalmente rigettata - identificazione di questo testo del Mar Morto come un pezzo del Nuovo Testamento".
John Robinson, in Redating the New Testament, propone una datazione ancora anteriore: Robinson accetta la priorità marciana ma, datando il Vangelo secondo Luca e gli Atti degli Apostoli ad una data non successiva al 62, sposta la datazione del Vangelo secondo Marco alla metà degli anni 50. Secondo Robinson, occorre tenere presente un passo di Clemente Alessandrino nel quale è riportato che la richiesta di scrivere il Vangelo fu avanzata a Marco quando l'apostolo Pietro era ancora vivo e presente a Roma, motivo per cui l'opera deve essere datata prima del martirio di Pietro. Molto probabilmente la datazione è compresa tra l'anno 42 e 45, quando Marco effettuò la sua prima visita nella capitale dell'impero. Altri esegeti ritengono invece che il vangelo venne redatto poco prima del 70.
Una possibile conferma al fatto che il vangelo di Marco sia precedente al 70 sarebbe data dalla conoscenza che di esso sembra avere Petronio nel Satyricon, scritto nel 64/65. Anche le testimonianze patristiche porterebbero ad una data di redazione antecedente il 70: 
Papia vescovo di Gerapoli, citato da Eusebio, testimonia che Pietro predicò a Roma all'inizio del regno di Claudio (42), e che i suoi ascoltatori chiesero a Marco che mettesse per iscritto gli insegnamenti che avevano ascoltato a voce. Eusebio aggiunge che l'episodio è raccontato da Clemente nel VI libro delle Disposizioni. Per il teologo tedesco Willibald Bösen il fatto che in Marco il sommo sacerdote Caifa non sia mai chiamato per nome lascia supporre che "fosse ancora in carica all'epoca della stesura del racconto". Un fatto che non è sfuggito al biblista Rudolf Pesch, che definisce questa parte del vangelo come "premarciana", in quanto scritta pochi anni dopo la morte di Gesù.
Il biblista francese Jean Carmignac, analizzando nelle lingue semitiche il problema sinottico, considera il testo greco di Marco una traduzione di un Vangelo redatto in ebraico o aramaico da Pietro. L'originale viene datato intorno al 42-45 e la traduzione, cioè l'attuale testo di Marco, tra l'anno 50 e non oltre il 63.

### Legami con ilSatyricondi Petronio Arbitro
Sono state recentemente avanzate alcune ipotesi concernenti possibili legami fra il Vangelo di Marco e il Satyricon di Petronio, scritto fra 64 e 65. Tali legami confermerebbero naturalmente una data antica della composizione di questo Vangelo.
Diverse sono le analogie riscontrate: oltre all'episodio della crocifissione contenuto nella novella della matrona di Efeso, agli accenni alla resurrezione e all'eucaristia sparsi nel testo, spicca fra gli altri il legame fra l'unzione di Betania 14,3 e l'unzione compiuta con un'ampolla di nardo da parte di Trimalcione, uno dei protagonisti dell'opera di Petronio. In particolare, lo strano carattere funebre che la cena di Trimalcione a un certo punto assume, rivelerebbe un intento parodistico che si inquadrerebbe nel clima persecutorio nei confronti dei cristiani, tipico degli anni di composizione del Satyricon, che sono gli stessi in cui si verifica la persecuzione di Nerone (di cui Petronio è consigliere).

### Destinatari
Nonostante alcuni studiosi sostengano che il primo manoscritto evangelico fosse redatto inizialmente in un aramaico parlato da Gesù, oggi l'interpretazione maggiormente diffusa vuole Marco come un vangelo di origine ellenistica, e cioè trascritto principalmente per degli ascoltatori parlanti una lingua greca antica semplice e residenti nell'Impero romano.

Le traduzioni ebraiche sono infatti spiegate anche in beneficio dei non-giudei (7,1–4; 14,12; 15,42); alcune parole e frasi in aramaico parlato da Gesù sono addirittura sciolte direttamente dall'autore iniziale, come nel caso di ταλιθα κουμ (talitha koum, 5,41), κορβαν (Corban, 7,11), αββα (abba, 14,36), ελωι ελωι λεμα σαβαχθανι (Elì Elì lemà sabactàni, 15,34), etc.
Oltre alle influenze ellenistiche, l'autore fa uso dell'Antico Testamento, nella forma in cui era stato tradotto in lingua greca, la Septuaginta, come nel caso dei brani Mc 1,2, 2,23–28, 10,48b e Mc 12,18–27; si noti anche il confronto tra 2,10 e Daniele 7,13–14.
Tuttavia, altri studiosi sostengono che Marco fosse invece indirizzato in larga parte a ascoltatori di sola cultura ebraica, come si evince dai passi di 1,44, 5,7, ma anche le citazioni sul Figlio dell'Altissimo Dio, riprendendo Genesi 14,18–20, oppure dei legami con la storia di Canaan, in Mc 7, e 8.

## Traduzione antica del testo
La traduzione e la copia dei manoscritti ha portato nel tempo ad avere diverse versioni dello stesso testo; riguardo al Nuovo Testamento, tra i circa 5.800 scritti in greco che ci sono pervenuti - dalle copie complete ai frammenti con pochi versetti - non vi sono due testi uguali e si contano infatti ben più di 200.000 differenze, tanto che il loro numero supera quello delle parole che costituiscono il Nuovo Testamento stesso. Sebbene gran parte delle differenze tra le versioni riguardino l'ortografia o l'ordine delle parole all'interno della frase, alcune differenze cambiano il significato del testo. Un esempio è il primo versetto del Vangelo secondo Marco (1,1), che è stato tramandato in due diverse lezioni (versioni): la maggior parte dei manoscritti, tra cui il Codex Vaticanus del IV secolo, hanno il testo "figlio di Dio"; tre importanti manoscritti – Codex Sinaiticus (01, א; IV secolo), Codex Koridethi (038, Θ; IX secolo), e il Minuscolo 28 (XI secolo) – non hanno questo testo. Nel suo Textual Commentary on the Greek New Testament, Bruce Metzger afferma che «Poiché la combinazione di B D W a sostegno di [figlio di Dio] è molto forte, non si è ritenuto opportuno omettere interamente queste parole, eppure a causa dell'antichità della versione breve e della possibilità dell'ampliamento dello scriba, si è deciso di includere le parole tra parentesi quadre».
Le interpolazioni possono non essere intenzionali: è caso comune che glosse scritte a margine del manoscritto siano incorporate nel testo quando questo viene copiato. Casi di questo genere sono oggetto di discussione, ma un esempio potrebbe essere 7,16, che non è presente nei manoscritti più antichi. Anche errori di composizione e revisioni successive possono contribuire alla creazione di varianti. Ad esempio, in 1,41, un lebbroso si avvicina a Gesù pregandolo di guarirlo: i manoscritti più antichi (del tipo testuale occidentale) dicono che Gesù si arrabbiò col lebbroso, mentre versioni successive (del tipo testuale bizantino) indicano che Gesù mostrò compassione. Le traduzioni moderne seguono la lezione dei manoscritti più recenti, che potrebbe essere stata originata da una confusione delle parole aramaiche.

### Finale
A partire dal XIX secolo, gli studiosi di critica del testo hanno generalmente affermato che i dodici versetti finali del Vangelo secondo Marco (il cosiddetto "finale lungo", 16,9-20), che descrive le apparizioni di Gesù risorto ai discepoli, sono una aggiunta posteriore al vangelo: Marco 16,1-8 terminava con la tomba vuota di Gesù e con l'annuncio che egli era resuscitato e precedeva i discepoli in Galilea.
Gli ultimi dodici versetti mancano nei manoscritti più antichi e il loro stile è differente da quello tipico di Marco, suggerendo che si tratti di un'aggiunta successiva. Una manciata di manoscritti presentano un "finale corto" posto dopo 16,8, ma prima del "finale lungo", che esiste da solo in uno dei codici in latino antico, il Codex Bobiensis. In totale, entro il V secolo sono attestati quattro diversi finali. Probabilmente il "finale lungo" ebbe inizio come un riassunto delle prove a favore della resurrezione di Gesù e della missione divina degli apostoli, basata sugli altri vangeli; fu probabilmente composto all'inizio del II secolo e incorporato nel vangelo a metà o alla fine dello stesso secolo.
Per quanto riguarda le testimonianze antiche, Ireneo di Lione, attorno al 180, citò un brano del finale lungo, specificando che si trattava di una parte del Vangelo secondo Marco: «Inoltre, verso la fine del suo vangelo, Marco dice: "così, dopo che il Signore Gesù ebbe parlato loro, fu assunto in cielo, e siede alla destra di Dio"». Il teologo del III secolo Origene di Alessandria citò le storie della risurrezione in Matteo, Luca e Giovanni, mentre non citò nulla di Marco successivo al versetto 8, cosa che suggerisce che la sua copia terminava in quel punto; Eusebio di Cesarea e Sofronio Eusebio Girolamo affermano entrambi che la maggioranza dei testi che potevano consultare ometteva il finale lungo.
L'autore di Marco potrebbe aver terminato il proprio racconto improvvisamente col versetto 8, oppure il vangelo potrebbe essere incompiuto, o, infine, il finale originale potrebbe essere andato perduto; i critici sono divisi di fronte a queste possibilità. Coloro che ritengono che 16,8 non sia stato o non dovesse essere l'ultimo versetto sostengono che sarebbe sintatticamente molto strano se il testo terminasse con la congiunzione γαρ, come invece fa Marco 16,8, come pure sarebbe tematicamente strano se un testo che annuncia una «buona novella» terminasse con una punta di paura (εφοβουντο γαρ, «poiché avevano paura»). 
Gli esegeti della Bibbia di Gerusalemme evidenziano che "d'altronde si fatica ad accettare che il secondo Vangelo nella prima redazione si arrestasse bruscamente al v 8. Da qui la supposizione che la finale originaria sia scomparsa per una causa a noi sconosciuta e che la finale attuale sia stata redatta per colmare la lacuna. Essa si presenta come un riassunto sommario delle apparizioni del Cristo risorto, la cui redazione è sensibilmente diversa dallo stile abituale di Marco, concreto e pittoresco". 
Da notare anche ciò che ha da dire sull'argomento il noto traduttore Edgar J. Goodspeed che osserva: «La conclusione breve si ricollega molto meglio di quella lunga con Marco 16:8 ma nessuna delle due può essere considerata parte originale del Vangelo di Marco».

### Vangelo segreto di Marco
La Lettera di Mar Saba, scoperta da Morton Smith nel monastero di Mar Saba e pubblicata nel 1973, è una lettera attribuita a Clemente di Alessandria, al cui interno è presente l'unico riferimento al Vangelo segreto di Marco. Secondo quanto riportato nella lettera, l'evangelista Marco avrebbe composto un'altra versione del proprio vangelo, riservandola a pochi eletti.
Sebbene la maggior parte degli studiosi di Clemente reputino lo stile della lettera compatibile con quella del teologo alessandrino, molti studiosi ritengono la lettera un falso moderno e dubitano dell'esistenza del Vangelo segreto. Altri studiosi, però, sia accademici (storici e filologi) che teologi (ebraici, cristiani, agnostici e atei), considerano scarsa la probabilità che si tratti di un falso e ritengono il Vangelo segreto di Marco un testo autentico. Se sia da includere nella storia del Vangelo secondo Marco e, in tal caso, in che punto è ancora oggetto di dibattito.

## Ruolo nella soluzione del problema sinottico
Un importante problema della critica biblica del Nuovo Testamento è quello dei rapporti tra i vangeli sinottici: questo problema, detto problema sinottico, riguarda l'ordine di composizione dei tre vangeli e le rispettive fonti.
Gli studiosi moderni concordano in generale con una qualche versione della teoria delle due fonti, secondo la quale il Vangelo secondo Marco fu composto per primo e poi fu una delle fonti del Vangelo secondo Luca e del Vangelo secondo Matteo. Questo principio, che prende il nome di "priorità marciana", fu proposto per la prima volta da G.Ch. Storr nel 1786 e si diffuse nell'ambito della critica biblica all'inizio del XIX secolo. Un indicatore dell'uso di Marco come fonte di Matteo e Luca è il fatto che questi ultimi due vangeli concordano nei dettagli della vita di Gesù che riprendono da Marco (come l'episodio del battesimo di Gesù), mentre sono in genere in disaccordo riguardo agli episodi che non si trovano in Marco (come le narrazioni sulla nascita di Gesù, le genealogie e le apparizioni dopo la resurrezione).
La teoria delle due fonti suppone che Matteo e Luca abbiano utilizzato come fonte anche una raccolta, andata persa, di detti di Gesù, raccolta che prende il nome di fonte Q. La maggior parte dei sostenitori della teoria delle due fonti ritengono che non vi siano relazioni tra Marco e Q; ad esempio, Udo Schnelle, secondo il quale «una connessione diretta tra Marco e Q deve essere considerata improbabile», ricerca connessioni indirette attraverso la tradizione orale; al contrario, pochi studiosi, come Burton Mack, ritengono che l'autore del Vangelo secondo Marco conosceva almeno in parte Q: «una miriade di punti interessanti in cui le cosiddette sovrapposizioni tra Marco e Q mostrano l'uso da parte di Marco del materiale di Q per i propri scopi narrativi».
A complicare ulteriormente la questione, negli ultimi anni sono state formulate diverse ipotesi volte a risolvere alcuni problemi sollevati dalla teoria delle due fonti e che ipotizzano l'esistenza di altre fonti per Marco; è stato ipotizzato che l'autore di Marco abbia dato un ordine e una trama al materiale trovato nelle sue fonti, aggiungendo anche materiale parentetico: Daniel J. Harrington ha scritto che «Marco aveva a propria disposizione vari tipi di tradizioni: detti, parabole, controversie, storie di guarigioni e altri miracoli, e probabilmente una narrazione della passione. Alcune di queste tradizioni sono state raggruppate: le controversie (Marco 2,1-3,6), le parabole sui semi (Marco 4,1-34), i miracoli (Marco 4,35-5,43), eccetera. Marco diede un ordine e una trama a questi detti e fatti, li unì con passaggi di collegamento, e aggiunse commenti parentetici a favore dei suoi lettori». Altri studiosi hanno sostenuto che il Marco canonico sia il risultato di un'armonizzazione di vangeli, in quanto composto da fonti pre-marciane antiochene e asiatiche che si ritrovano anche in Matteo e Luca rispettivamente.

## Teologia

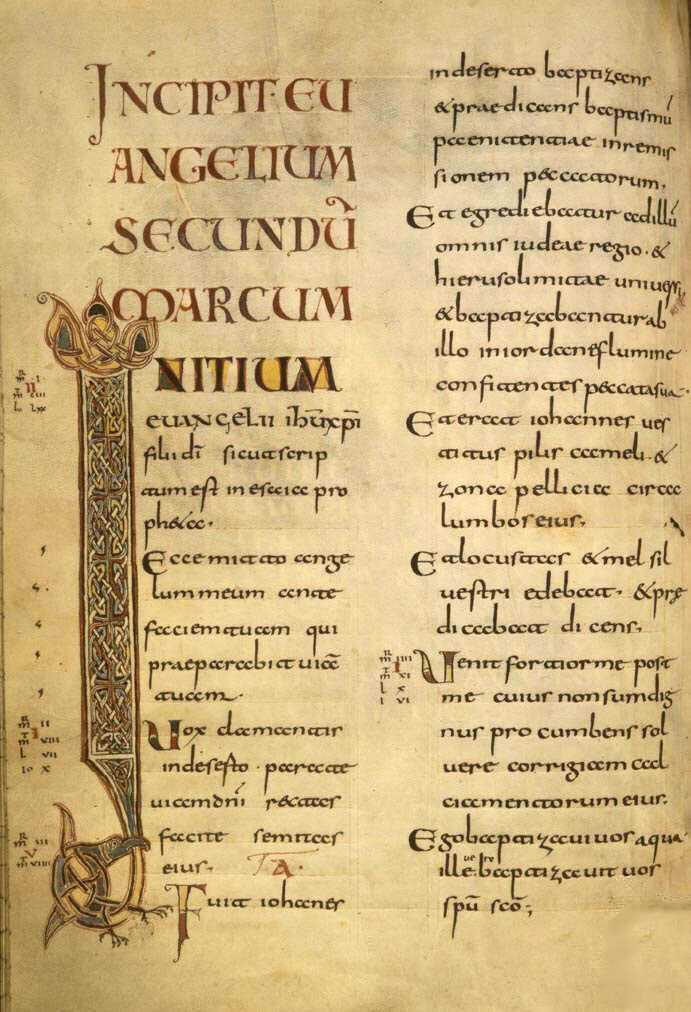
Inizio del Vangelo secondo Marco secondo un antico codice latino.

### Adozionismo
Un tema centrale del Vangelo secondo Marco è l'identità di Gesù come Figlio di Dio: essa ricorre in punti strategici come 1,1 («Inizio del vangelo di Gesù Cristo [Figlio di Dio]») e 15,39 («E il centurione che era lì presente di fronte a Gesù, avendolo visto spirare in quel modo, disse: "Veramente, quest'uomo era Figlio di Dio!"»).
Ma la locuzione "Figlio di Dio" non è presente nella lezione originale del Codex Sinaiticus in 1,1 e alcuni studiosi sostengono che questo sia un indizio a favore dell'attribuzione di "Figlio di Dio" a Gesù solo a seguito del suo battesimo, e dell'affioramento in Marco di un punto di vista adozionistico. L'adozionismo è una cristologia che sostiene che il Padre adottò Gesù come Figlio, in opposizione al trinitarianesimo, secondo il quale il Figlio è stato in eterno con il Padre. Il Vangelo secondo Luca e il Vangelo secondo Matteo rappresentano Gesù come Figlio di Dio sin dalla nascita, mentre il Vangelo secondo Giovanni assume un Figlio esistente «in principio». L'adozionismo era una corrente diffusa nella Chiesa delle origini, ma fu dichiarata eretica alla fine del II secolo.

### Significato della morte di Gesù
L'unica esplicita menzione del significato della morte di Gesù in Marco compare in 10,45, dove Gesù afferma che «il Figlio dell'uomo non è venuto per essere servito, ma per servire, e per dare la sua vita come prezzo di riscatto [lutron] per molti [anti pollōn]». Secondo alcune interpretazioni, questo sarebbe un riferimento al quarto canto del servo del Libro di Isaia, con lutron che si riferisce al «sacrificio per il peccato» (53,10) e anti pollōn al Servo che «ha portato i peccati di molti» (53,12). La parola greca anti significa «al posto di», e indica una morte sostitutiva.

## Caratteristiche
Quello di Marco, con le sue circa 11.230 parole, è il più corto dei vangeli.
A differenza di Matteo e Luca, Marco non riporta alcuna informazione sulla vita di Gesù prima del suo ministero.
Il racconto marciano infatti non accenna all'episodio della natività, come in Matteo (1,18-2,12) e Luca (2,1-20), né fa menzione della genealogia di Gesù (Matteo 1,1-17 e Luca 3,23-38).
In Marco non compare neanche il Padre nostro, riportato dagli altri sinottici.
Fatta eccezione per una cinquantina di versetti, l'intero contenuto del Vangelo secondo Marco è riportato dagli altri sinottici. Dei 662 versetti totali di Marco, 406 sono in comune con Matteo e Luca, 145 con il solo Matteo e 60 con il solo Luca.

## Ipotesi sul fanciullo che fugge nudo (Mc14,50-52)
In Marco 14,50-52 si racconta che la sera dell'arresto di Gesù, un fanciullo fosse là ad osservare il tutto. Quando i discepoli fuggirono, per non farsi arrestare anch'essi, solo questo bambino ebbe il coraggio, o il candore, di seguire i soldati che trascinavano Gesù. Egli era «coperto soltanto con un lenzuolo; e lo afferrarono; ma egli, lasciando andare il lenzuolo, se ne fuggì nudo» (Marco 14,52).
Alcuni studiosi hanno ipotizzato che il fanciullo fosse Marco stesso, che quindi avrebbe riportato nel suo scritto questo momento; secondo altri commentatori, l'evangelista volle rimarcare con questo episodio la solitudine di Gesù nel momento della passione.
Tale brano (Mc14,50-52) è stato oggetto di speculazioni di ogni genere, pur senza alcuna prova al riguardo, e si è anche supposto che il giovane fuggito nudo potesse essere - tra gli altri, oltre a Marco - Giovanni di Zebedeo o Giacomo il parente di Gesù o un angelo o Gesù stesso o "un omosessuale che era venuto per un incontro privato con Gesù" (e per questo era seminudo). Raymond Brown ritiene che "queste ipotesi siano null'altro che immaginativi voli di fantasia" e osserva altresì, oltre alla mancanza di alcuna prova in merito, come sia improbabile che il fuggitivo fosse uno dei Dodici (oppure Marco) sia perché "il versetto precedente indica che tutti i discepoli erano già fuggiti", sia perché "nella logica della narrativa sicuramente egli non avrebbe potuto andare all'Ultima Cena con gli altri discepoli di Gesù, indossando solo un lenzuolo [sindōn] per coprire la propria nudità". L'episodio è probabilmente simbolico, introdotto nel Vangelo di Marco per sottolineare che "il tentativo del giovane [come nuovo discepolo] di seguire Gesù nella sua prova [peirasmos] è un misero fallimento; quando Gesù è arrestato, egli è così ansioso di scappare che lascia nelle mani dei suoi rapitori l'unico abito che indossa e sceglie il totale disonore di fuggire nudo, una fuga anche più disperata di quella scelta dagli altri discepoli. La nudità non è qualcosa di positivo, come interpretazione simbolica; è qualcosa da evitare, come in Mt25,36; Gv21,7; Giac2,15; Ap3,17 e Ap16,15 ".

### Riferimenti
1. ↑  Gerd Theissen, Il Nuovo Testamento, 2003.
2. 1 2 3  Harris, Stephen L., Understanding the Bible, Palo Alto, Mayfield, 1985.
3. 1 2  Bernd Kollmann, Joseph Barnabas, Liturgical Press, 2004, p. 30.
4. ↑   Kirby Peter, Early Christian Writings: Gospel of Mark, su earlychristianwritings.com, 2001-2007. URL consultato il 15 gennaio 2008.
5. ↑  Raymond E. Brown, The Death of the Messiah Vol. 1, Anchor Yale Bible, 2010, p. 47, ISBN 978-0-300-14009-5.
6. ↑   Mc 1,1-13, su La Parola - La Sacra Bibbia in italiano in Internet.
7. ↑   Mc 1,14-8,26, su La Parola - La Sacra Bibbia in italiano in Internet.
8. ↑   Mc 8,27-10,52, su La Parola - La Sacra Bibbia in italiano in Internet.
9. ↑   Mc 11,1-16,8, su La Parola - La Sacra Bibbia in italiano in Internet.
10. ↑   Mc 1,1-16,8, su La Parola - La Sacra Bibbia in italiano in Internet.
11. ↑   Mc 16,9-20, su La Parola - La Sacra Bibbia in italiano in Internet.
12. ↑   Decorazione musiva parietale di S. Vitale, San Marco evangelista, su mosaicocidm.it.
13. ↑  Cfr. ad esempio: Raymond E. Brown, The Death of the Messiah Vol. 1, Anchor Yale Bible, 2010, pp. 4-6, 47, 13-14, 22-25, 47,51-56, 92-93, ISBN 978-0-300-14009-5; Raymond E. Brown, The Birth of the Messiah, Doubleday, 1993, pp. 27, 573, ISBN 0-385-47202-1; Rudolf Bultmann, History of the Synoptic Tradition, Hendrickson Publisher, 1963, ISBN 1-56563-041-6; John Dominic Crossan, Who killed Jesus?, HarperOne, 1995, pp. 16-26, ISBN 978-0-06-061480-5; Bart Ehrman, Jesus apocalyptic prophet of the new millennium, Oxford University Press, 1999, pp. 41-48, ISBN 978-0-19-512474-3.
14. ↑  Ireneo, Contro le eresie, 3.1, 10.6.
15. 1 2  Citato in Eusebio, 6,14
16. ↑  Tertulliano, Contro Marcione, 4,5
17. ↑  A. Wikenhauser-J. Schmid, Introduzione al Nuovo testamento, Paideia 1981, p. 259
18. ↑  Schnelle, p. 200.
19. ↑  Brown et al., pp. 596-597.
20. ↑  Si veda il Bauer Lexicon, Walter Bauer, A Greek-English Lexicon of the New Testament and Other Early Christian Literature, Edizione riveduta da Frederick William Danker, The University of Chicago Press, 2000.
21. ↑   Mc 6,27, su La Parola - La Sacra Bibbia in italiano in Internet.
22. ↑   Mc 7,4, su La Parola - La Sacra Bibbia in italiano in Internet.
23. ↑   Mc 12,42, su La Parola - La Sacra Bibbia in italiano in Internet.
24. ↑   Mc 15,39, su La Parola - La Sacra Bibbia in italiano in Internet.
25. ↑   Mc 15,44–45, su La Parola - La Sacra Bibbia in italiano in Internet.
26. ↑   1Pt 5,13, su La Parola - La Sacra Bibbia in italiano in Internet.
27. 1 2 3 4 5 6  Traduzione Nuova Riveduta.
28. ↑  (EN) Babylon Fortress Cairo Egypt, su Egypt Travel Link. URL consultato il 16 dicembre 2017.
29. ↑  (EN) The history of the Babylon Fortress, su Coptic Cairo. URL consultato il 16 dicembre 2017.
30. ↑  Dennis Nineham, Saint Mark, p. 193.
31. ↑  Ehrman, The New Testament, p. 74.
32. ↑  Lee Martin McDonald, Stanley Porter, Early Christianity and its Sacred Literature, p. 286.
33. ↑  E. P. Sanders, Gesù. La verità storica, Mondadori, 1995 (tit. orig. The Historical Figure of Jesus).
34. ↑   Mc7,31, su La Parola - La Sacra Bibbia in italiano in Internet.
35. ↑  Bibbia TOB, Nuovo Testamento Vol.3, Leumann, Elle Di Ci, 1976, p. 155.
36. ↑   McMc5,1-14, su La Parola - La Sacra Bibbia in italiano in Internet.
37. ↑  Bibbia TOB, Nuovo Testamento Vol. 3, Leumann, Elle Di Ci, 1976, p. 67.
38. ↑  Bibbia di Gerusalemme, EDB, 2011, p. 2403, ISBN 978-88-10-82031-5.
39. ↑  Ben-Sasson, pp. 254-256.
40. ↑  Bibbia di Gerusalemme, EDB, 2011, pp. 2310-2311, ISBN 978-88-10-82031-5.
41. ↑  Bibbia di Gerusalemme, EDB, 2011, p. 2295, ISBN 978-88-10-82031-5.
42. ↑  John Dominic Crossan, Who killed Jesus?, HarperOne, 1995, pp. 16-26, ISBN 978-0-06-061480-5.
43. ↑  Raymond E. Brown, Questions and Answers on the Bible, Paulist Press, 2003, p. 57, ISBN 978-08-091-4251-4.
44. ↑   Paul J. Achtemeier, The Gospel of Mark, in The Anchor Bible Dictonary, vol. 4, New York, New York, Doubleday, 1991-,  p. 545, ISBN 0-385-19362-9.
45. ↑   John P. Meier, A Marginal Jew, New York, New York, Doubleday, 1991,  v.2 955–6, ISBN 0-385-46993-4.
46. ↑   Randel Helms, Who Wrote the Gospels?, Altadena, California, Millennium Press, 1997,  p. 8, ISBN 0-9655047-2-7.
47. ↑   Robert W. Funk, Roy W. Hoover, and the Jesus Seminar, The five Gospels: the search for the authentic words of Jesus: new translation and commentary, New York, New York, Macmillan, 1993, ISBN 0-02-541949-8.
48. ↑   John Dominic Crossan, The historical Jesus: the life of a Mediterranean Jewish peasant, San Francisco, California, HarperSanFrancisco, 1991, ISBN 0-06-061629-6.
49. ↑   Robert H. Eisenman, James the Brother of Jesus: The Key to Unlocking the Secrets of Early Christianity and the Dead Sea Scrolls, Penguin Books, 1998,  p. 56, ISBN 0-14-025773-X.
50. ↑   Mc 13,14-24, su La Parola - La Sacra Bibbia in italiano in Internet.
51. ↑   A.H. McNeile, An Introduction to the Study of the New Testament, Oxford, University Press, 1927,  Chap. II part 2 The Synoptic Gospels - 2. Date, ISBN.
52. ↑   Mc 12,9, su La Parola - La Sacra Bibbia in italiano in Internet.
53. ↑   Joel Marcus, The Way of the Lord: Christological Exegesis of the Old Testament in the Gospel of Mark, Continuum International Publishing Group, 2004,  p. 115, ISBN 0-567-08266-0.
54. ↑  Ben-Sasson, p. 334.
55. ↑   Mc 14,58-59, su La Parola - La Sacra Bibbia in italiano in Internet.
56. ↑   M. Goguel, Introduction au Nouveau Testament, Paris, Ernst Leroux, 1925,  pp. 373 f., ISBN.
57. ↑   Hermann Detering, The Synoptic Apocalypse (Mark 13 par): A document from the time of Bar Kokhba (PDF), in Journal of Higher Criticism, vol. 7, n. 2, Fall 2000,  pp. 161-210. URL consultato il 14 gennaio 2008 (archiviato dall'url originale il 27 febbraio 2008).
58. ↑  Mary Healy, Peter Williamson, The Gospel of Mark, Baker Academic, 2008, p. 20.
59. ↑   Mc 13,1-2, su La Parola - La Sacra Bibbia in italiano in Internet.
60. ↑  Michael D. Coogan, The Oxford Encyclopedia of the Books of the Bible, Oxford University Press, 2011, p. 46
61. ↑   6,52-53, su La Parola - La Sacra Bibbia in italiano in Internet.
62. ↑  Brown 164
63. ↑  Elliot (2004), JK, "Book Notes", Novum Testamentum, Volume 45, Number 2, 2003 , pp. 203; Gundry (1999), p. 698; Graham Stanton, Jesus and Gospel, Cambridge University Press, 2004, ISBN 0-521-00802-6, p. 203; Joseph A. Fitzmyer, The Dead Sea scrolls and Christian origins, Wm. B. Eerdmans Publishing, 2000, ISBN 0-8028-4650-5, p. 25 (si veda note successive per altra bibliografia critica delle posizioni di O'Callagan e Thiede).
64. ↑  Joseph A. Fitzmyer, Qumran, Brescia, Queriniana, 1994, pp. 37-38.
65. ↑  Gabriele Boccaccini, Oltre l'ipotesi essenica, Brescia, Morcelliana, 2003, pp. 232-233.
66. ↑  James H. Charlesworth, Gesù nel giudaismo del suo tempo, Torino, Claudiana, 1998, p. 82.
67. ↑  John Robinson, Redating the New Testament, p. 352.
68. ↑   L'anglicano liberale che anticipa la datazione del Nuovo Testamento, su lanuovabq.it, 6 marzo 2022.
69. ↑  (IT)  Marta Sordi, I cristiani e l'impero romano, p.61, 1984, Jaka Book.
70. ↑  Eusebio, Storia Ecclesiastica
71. ↑  (IT)  Marta Sordi, I cristiani e l'impero romano, 1984, Jaka Book.
72. ↑  Willibald Bösen, L'ultimo giorno di Gesù di Nazaret, Elledici, 2007, p. 30
73. ↑  Rudolf Pesch, Il vangelo di Marco, Volume 2 di Commentario teologico del Nuovo Testamento, Paideia, 1982, p. 597
74. ↑  Jean Carmignac, Nascita dei Vangeli sinottici, Cinisello Balsamo (Milano), San Paolo, 1986.
75. ↑   Mc 14,3, su La Parola - La Sacra Bibbia in italiano in Internet.
76. ↑  I. Ramelli, Petronio e i Cristiani, in Aevum (70, 1996), p. 75.
77. ↑   Mc 7,1–4, su La Parola - La Sacra Bibbia in italiano in Internet.
78. ↑   Mc 14,12, su La Parola - La Sacra Bibbia in italiano in Internet.
79. ↑   Mc 15,42, su La Parola - La Sacra Bibbia in italiano in Internet.
80. ↑   Mc 5,41, su La Parola - La Sacra Bibbia in italiano in Internet.
81. ↑   Mc 7,11, su La Parola - La Sacra Bibbia in italiano in Internet.
82. ↑   Mc 14,36, su La Parola - La Sacra Bibbia in italiano in Internet.
83. ↑   Mc 15,34, su La Parola - La Sacra Bibbia in italiano in Internet.
84. ↑   Mc 1,2, su La Parola - La Sacra Bibbia in italiano in Internet.
85. ↑   Mc 2,23–28, su La Parola - La Sacra Bibbia in italiano in Internet.
86. ↑   Mc 10,48b, su La Parola - La Sacra Bibbia in italiano in Internet.
87. ↑   Mc 12,18–27, su La Parola - La Sacra Bibbia in italiano in Internet.
88. ↑   Mc 2,10, su La Parola - La Sacra Bibbia in italiano in Internet.
89. ↑   Daniele 7,13–14, su La Parola - La Sacra Bibbia in italiano in Internet.
90. ↑   Mc 1,44, su La Parola - La Sacra Bibbia in italiano in Internet.
91. ↑   Mc 5,7, su La Parola - La Sacra Bibbia in italiano in Internet.
92. ↑   Genesi 14,18–20, su La Parola - La Sacra Bibbia in italiano in Internet.
93. ↑   Mc 7, su La Parola - La Sacra Bibbia in italiano in Internet.
94. ↑   Mc 8, su La Parola - La Sacra Bibbia in italiano in Internet.
95. ↑  Bruce Metzger e Bart Ehrman, Il testo del Nuovo Testamento, Paideia Editrice, 2013, pp. 9, 123-182, 220-296, ISBN 978-88-394-0853-2.
96. ↑  Bart D. Ehrman, Jesus, Interrupted - Revealing the Hidden Contradictions in the Bible, HarperCollins Publishers, 2009, pp. 4-5, 16, ISBN 978-0-06-186327-1.
97. ↑  Bart Ehrman, Gesù non l'ha mai detto - Millecinquecento anni di errori e manipolazioni nella traduzione dei vangeli, Mondadori, 2007, pp. 16, 53-81, 145-202, 205-235, ISBN 978-88-04-57996-0.
98. ↑   Mc 1,1, su La Parola - La Sacra Bibbia in italiano in Internet.
99. ↑  Novum Testamentum Graece
100. ↑   Mc 7,16, su La Parola - La Sacra Bibbia in italiano in Internet.
101. ↑   Mc 1,41, su La Parola - La Sacra Bibbia in italiano in Internet.
102. ↑   Mc 16,9-20, su La Parola - La Sacra Bibbia in italiano in Internet.
103. ↑   Mc 16,1-8, su La Parola - La Sacra Bibbia in italiano in Internet.
104. 1 2  Ehrman, Misquoting Jesus.
105. 1 2  Herbert G. May e Bruce M. Metzger, The New Oxford Annotated Bible with the Apocrypha, 1977.
106. ↑  Ireneo, Contro le eresie 3.10.5-6; si veda Marco  Mc 16,19, su laparola.net..
107. ↑  Girolamo, le lettere, Roma, 1963, volume IV, p. 84
108. ↑  Eusebio, Ad Marinum, L in Patrologia Graeca di J. P. Migne, volume 22, col. 937
109. ↑   Wieland Willker, A Textual Commentary on the Greek Gospels. Vol. 2b: The various endings of Mk (PDF), su TCG 2006: An Online Textual Commentary on the Greek Gospels, 4th ed.. URL consultato il 6 luglio 2006 (archiviato dall'url originale il 30 maggio 2009).
110. ↑   Christopher Price, The Missing Ending of the Gospel of Mark, su Christian Colligation of Apologetics Debate Research & Evangelism: Answering Skeptics, ChristianCADRE.org. URL consultato il 6 luglio 2006 (archiviato dall'url originale il 16 giugno 2006).
111. ↑  Mark 16 - Parallel Greek New Testament - HTML Bible by johnhurt.com
112. ↑  N. B. Stonehouse, The Witness of Matthew and Mark to Christ, 1944, pp. 86-118; J. B. Tyson, Journal of Biblical Literature, 80 (1961), pp. 261-268. P. W. van Horst, "can a Book end with GAR? A note on Mark 16:8", in Journal of Theological Studies, New Series 23 (1972), pp. 121-124.
113. ↑  Bibbia di Gerusalemme, EDB, 2011, pp. 2431-2432, ISBN 978-88-10-82031-5.
114. ↑  The Goodspeed Parallel New Testament, 1944, p. 127
115. ↑   Stephen C. Carlson, The Gospel Hoax - Morton Smith's Invention of Secret Mark, Baylor University Press, 2005, ISBN 1-932792-48-1.
116. ↑   Peter Jeffery, The Secret Gospel of Mark Unveiled: Imagined Rituals of Sex, Death, and Madness in a Biblical Forgery, Yale University Press, 2006, ISBN 0-300-11760-4.
117. ↑  Grafton, Anthony, "Gospel Secrets: The Biblical Controversies of Morton Smith." Archiviato il 20 agosto 2009 in Internet Archive. The Nation. January 26, 2009. Grafton fa riferimento al libro Morton Smith and Gershom Scholem, Correspondence 1945-1982, a cura di Guy G. Stroumsa, Boston, Brill Academic Publishers, 2008. ISBN 90-04-16839-7
118. ↑  Funk, Robert and the Jesus Seminar, The Acts of Jesus: The Search For The Authentic Deeds Of Jesus, HarperSanFrancisco, 1998. "Birth & Infancy Stories", pp. 497-526.
119. ↑  Schnelle, p. 195.
120. 1 2  Kirby, Peter. "The Lost Sayings Gospel Q." Early Christian Writings. 2006. 2 febbraio 2006 <http://www.earlychristianwritings.com/q.html>.
121. ↑  Mack, pp. 177–179.
122. ↑   Mc 2,1-3,6, su La Parola - La Sacra Bibbia in italiano in Internet.
123. ↑   Mc 4,1-34, su La Parola - La Sacra Bibbia in italiano in Internet.
124. ↑   Mc 4,35-5,43, su La Parola - La Sacra Bibbia in italiano in Internet.
125. ↑  Brown et al., p. 597.
126. ↑  Rolland, Philippe. "Marc, première harmonie evangelique?" Revue Biblique 90:23-79 (1983); "The first gospels: A new look at the synoptic problem". Lectio Divina 116, Paris: Cerf. (1984)
127. ↑   Mc 1,1, su La Parola - La Sacra Bibbia in italiano in Internet.
128. ↑   Mc 15,39, su La Parola - La Sacra Bibbia in italiano in Internet.
129. ↑   Mc 10,45, su La Parola - La Sacra Bibbia in italiano in Internet.
130. ↑   Isaia 53,10, su La Parola - La Sacra Bibbia in italiano in Internet.
131. ↑   Isaia 53,12, su La Parola - La Sacra Bibbia in italiano in Internet.
132. ↑  Barnabas Lindars,  "Salvation Proclaimed, VII: Mark 10:45 – A Ransom for Many" in Expository Times 93 [1982], p. 293.
133. ↑  Ladd, George Eldon. A Theology of the New Testament, Grand Rapids, Eerdmans, 1987, p. 188.
134. ↑   Mt 1,18-2,12, su La Parola - La Sacra Bibbia in italiano in Internet.
135. ↑   Lc 2,1-20, su La Parola - La Sacra Bibbia in italiano in Internet.
136. ↑   Mt 1,1-17, su La Parola - La Sacra Bibbia in italiano in Internet.
137. ↑   Lc 3,23-38, su La Parola - La Sacra Bibbia in italiano in Internet.
138. ↑   Mc 14,50-52, su La Parola - La Sacra Bibbia in italiano in Internet.
139. ↑  C. Mazzucco, "L'arresto di Gesù nel Vangelo di Marco", in Rivista biblica n. 35 (1987), pp. 257-282.
140. ↑  Raymond E. Brown, The Death of the Messiah, Vol. 1, Anchor Yale Bible, 2010, pp. 294, 299-302, ISBN 978-0-300-14009-5.
141. ↑  Raymond E. Brown, The Death of the Messiah, Vol. 1, Anchor Yale Bible, 2010, pp. 294-304, ISBN 978-0-300-14009-5.